# Моцарт і Сальєрі
«Моцарт і Сальєрі» — друга за авторським рахунком «маленька трагедія» російського поета Олександра Пушкіна. Задумана і попередньо накидана в селі Михайлівському в 1826 році. Написана в надзвичайно плідний період, відомий в пушкінознавстві під назвою Першої Болдінської осені — в 1830 році. Вперше опублікована наприкінці 1831 року в альманасі «Північні квіти на 1832 рік». З невеликими змінами п'єса в 1872 році була використана М. А. Римським-Корсаковим як лібрето однойменної опери.
Заснована на однієї з численних чуток, породжених ранньою смертю В. А. Моцарта, «маленька трагедія» Пушкіна сприяла значному поширенню та вкоріненню в масовій свідомості міфу про причетність до неї композитора Антоніо Сальєрі, ім'я якого в Росії стало прозивним.

## Зародження та розвиток задуму
Дослідники творчості О. С. Пушкіна сходяться в тому, що задум маленької трагедії «Моцарт і Сальєрі» відноситься до 1826 року, і в тому ж році в селі
Михайлівському був зроблений принаймні початковий її начерк. Припускається, що невеликі, внутрішньо замкнуті сцени Пушкін задумав ще в процесі роботи над «Борисом Годуновим», з якого він хотів виділити самостійні твори, зокрема, сцени «Димитрій і Марина» і «Курбський», — західноєвропейські романтики в цей час в пошуках нових форм розробляли жанр «історичних сцен».
Питання про те, якою мірою Пушкін в 1826 році здійснив свій задум, залишається відкритим, оскільки рукописи п'єси не збереглися, а М. П. Погодін 11 вересня 1826 року зробив у своєму щоденнику запис, зі слів Д. В. Веневітінова, про те, що у Пушкіна, крім «Бориса Годунова», є ще «Самозванець, Моцарт і Сальєрі, Наталія Павлівна» і так далі. Як припускав Б. В. Томашевський, задум «Моцарта і Сальєрі» в той час настільки визначився, що друзі Пушкіна вважали п'єсу вже написаною. Зберігся складений поетом перелік задуманих драматичних творів: «Скупий, Ромул і Рем, Моцарт і Сальєрі, Дон Жуан, Ісус, Беральд Савойський, Павло I, Закоханий біс, Димитрій та Марина, Курбський», — фахівці відносять його до 1827 року. У всякому разі, Пушкін до цієї п'єси повернувся Болдінською осінню 1830 року і в грудні, після повернення в Москву, повідомляв П. О. Плетньову, що привіз з собою «кілька драматичних сцен, або маленьких трагедій, саме: Скупий Лицар, Моцарт і Сальєрі, Бенкет у Чуму і Д. Жуан».
В одному зі списків «маленьких трагедій», або, як частіше називав їх сам автор, «драматичних сцен», «дослідів драматичних вивчень», п'єса «Моцарт і Сальєрі» позначена як переклад з німецької — передбачалася, таким чином, літературна містифікація. М. П. Алексєєв в коментарях до «пробного» сьомого тому Повного зібрання творів Пушкіна висловлював припущення, що не тільки «Моцарт і Сальер», але й інші «маленькі трагедії» Пушкін спочатку хотів опублікувати анонімно — побоюючись критичних нападок Ф. В. Булгаріна.
Серед рукописів болдінського періоду збереглася обкладинка з написаним Пушкіним заголовком: «Заздрість», — як припускають дослідники, такий був один з варіантів назви трагедії, від якого Пушкін згодом відмовився, повернувшись до первісної назви, згаданої в щоденнику Погодіна.
«Істина пристрастей, правдоподібність почуттів в передбачуваних обставинах» — так Пушкін в цей період формулював для себе основні вимоги до драматурга. Як і всі його драматичні твори, п'єса «Моцарт і Сальєрі» написана білим п'ятистопним («шекспірівським») ямбом, але, в порівнянні з «Борисом Годуновим», більш різноманітним і невимушеним, без обов'язкової цезури на другий стопі. Якщо в «Борисі Годунові» Пушкін віддав певну данину В. Шекспіру, пожертвувавши двома з трьох класичних єдностей, а також четвертою, «необхідною умовою французької трагедії» — єдністю складу, то в структурі маленьких трагедій фахівці відзначають більший вплив французького класицизму, перш за все Ж. Расіна, у якого Пушкін знаходив перевагу перед Шекспіром в строгості і злагодженості обробки. У «Моцарта і Сальєрі» дотримані єдності дії, часу і складу.
Написавши п'єсу, Пушкін не поспішав її публікувати, хоча знайомив з нею, як і з іншими маленькими трагедіями, деяких друзів, — в липні 1831 року В. А. Жуковський писав Пушкіну: «На Моцарта і Скупого зроблю деякі зауваження. Здається і те й інше ще можна підсилити». В кінці 1831 року п'єса була опублікована в альманасі «Північні квіти на 1832 рік», де вказана дата завершення роботи над нею: «26 жовтня 1830 р.». Надалі з цієї публікації і передруковувався текст «Моцарта і Сальєрі». У 1832 році п'єса була включена в частину III «Віршів Олександра Пушкіна».

### Передбачувані джерела задуму

#### Чутки про Сальєрі
Про те, як складався задум «Моцарта і Сальєрі», достовірних відомостей немає. У збереженому серед його паперів записі, зробленому приблизно не раніше літа 1832 року, Пушкін посилався на «деякі німецькі журнали», що, однак, не можна вважати непорушною вказівкою на джерело задуму. М. П. Алексєєв вважав, що Пушкін міг послатися на німецькі журнали, які не вказуючи їх більш точно, з тим щоб дезорієнтувати своїх опонентів, які критикували легендарну основу сюжету, і подібно до того, як і всю п'єсу він спочатку хотів видати за переклад з німецької, перекласти відповідальність за неї на німецькі джерела.
У 1824 році, через 30 з гаком років після смерті Моцарта, у Відні дійсно поширилася чутка, ніби знаменитий композитор, придворний капельмейстер Антоніо Сальєрі, який перебував у той час в психіатричній лікарні, зізнався в його вбивстві. Ця чутка була підхоплена і деякими газетами, зокрема «Берлінською загальною музичною газетою», а пізніше, з великою ймовірністю саме звідти, передрукована і у французькій «Journal des débats». Оскільки німецькою Пушкін володів недостатньо добре, свого часу ще В. А. Францев припустив, що Пушкін про міфічне зізнання Сальєрі прочитав саме в «Journal des Débats»: з цим виданням поет був добре знайомий ще до свого одеського періоду.
Однак публікація в пресі недостовірних чуток тоді ж, в 1824 році, викликала ряд спростувань, в тому числі з боку добре відомого на той час в Росії композитора і музичного критика Сигізмунда Нейкома. Його лист, опублікований в «Берлінській загальній музичній газеті», а потім і в «Journal des Débats», починався словами: «Багато газет повторювали, що Сальєрі на смертному одрі зізнався в жахливому злочині, — в тому, що він був винуватцем передчасної смерті Моцарта, але жодна з цих газет не вказала джерело цього жахливого звинувачення, яке зробило б ненависною пам'ять людини, яка протягом 58 років користувалася загальною повагою жителів Відня». Безпосередньо з приводу взаємин Сальєрі і Моцарта Нейком повідомляв: «Не будучи пов'язані один з одним тісною дружбою, Моцарт і Сальєрі відчували один до одного таку повагу, яку один одному взаємно надають люди великих заслуг. Ніколи ніхто не підозрював Сальєрі в почутті заздрості». Лист Нейкома було опубліковано в «Journal des Débats» 15 квітня 1824 року, незадовго до від'їзду Пушкіна з Одеси; там же до нього могли дійти відомості і з італійських джерел, де зі спростуванням чуток виступив відомий поет і лібретист Джузеппе Карпані. Таким чином, в тих же джерелах, в яких Пушкін міг почерпнути плітку про зізнання Сальєрі, він міг прочитати і її спростування. Ця плітка, вважав М. П. Алексєєв, була не єдиним і, швидше за все, не головним джерелом його натхнення.

#### «Культ Моцарта»
В середині 20-х років XIX століття в Росії вже можна було говорити про справжній «культ Моцарта» (хоча й далеко не загальний), і одним з найбільш ревних служителів цього культу був добре знайомий Пушкіну музичний критик О. Д. Улибишев. У 1825 році, порівнюючи Моцарта з дуже популярним на той час Джоаккіно Россіні (шанувальники опери в Росії тоді ділилися на партії «моцартистів» і «россіністів», як називав їх «Московський телеграф»), Улибишев писав: «У світі моральному два роду геніїв: одні народжуються для всіх віків, для всіх народів і осягають сутність мистецтва: інші тому тільки генії, що з'являються у час, згідно з їх власним духом… Моцарт належить до першого роду геніїв, Россіні до другого… Поверх цього таке розходження між цими двома родами геніїв, що перших твори вічні, других тимчасові…». Як би не помилявся Улибишев щодо Россіні, пророкуючи йому швидке забуття, Пушкін, який від світу музичних переживань був досить далекий (і писав про «чудового Россіні» в «Євгенії Онєгіні»), в статті авторитетного критика міг звернути увагу не тільки на протиставлення двох типів музичної творчості, але й на його слова про Моцарта — «генія» для всіх часів, що осягнув саму «сутність мистецтва». Улибишеву належала і захоплена стаття про «Реквієм» Моцарта, опублікована навесні 1826 року: «Історія „Реквієму“ відома. Все повинно було бути незвичайно в долях людини, саме ім'я якої виражає ідею про абсолютну досконалість в музичній творчості». Серед добрих знайомих Пушкіна був і інший палкий шанувальник Моцарта — граф М. Ю. Вієльгорський, який, за словами М. Д. Бутурліна, «майже що збожеволів на перевазі Моцарта над усіма іншими композиторами».
У другій половині 20-х років на сторінках російських журналів уже велася боротьба за німецьку музику проти «італьянізму», яка відображає германофільські тенденції російських романтиків; власне, і сам «культ Моцарта» — конкретне втілення романтичного культу генія — було спочатку імпортовано з Німеччини; навіть присутнє в п'єсі порівняння Моцарта з Рафаелем було в ті роки в популярних музичних виданнях загальним місцем.

#### «Музичне життя художника Йосифа Берглінгера»
У той час, коли Пушкін працював над своєю «маленькою трагедією», вже існувала досить докладна біографія Сальєрі, написана Ігнацем фон Мозелем і видана в 1827 році, не кажучи вже про численні некрологи, опубліковані в різних країнах в зв'язку зі смертю композитора в травні 1825 року; деякі біографічні відомості про нього потрапили тоді і в російську пресу. У січні 1826 року некролог був опублікований і в «Санкт-петербурзькій газеті», що видавалася французькою мовою під редакцією Улибишева; Сальєрі в ньому був названий «великим композитором». «У жодній біографії Сальєрі, — писав Михайло Алексєєв, — якщо такі навіть і були б Пушкіну відомі, він не міг знайти жодної з тих вказівок, на яких будується в п'єсі поетичний образ його героя». У цих вказівок, вважав літературознавець, зовсім інше джерело — книга В. Ваккенродера і Л. Тіка «Про мистецтво і художників. Роздуми відлюдника, любителя витонченого, видані Л. Тіком», з якої багато ранніх німецьких романтиків, включаючи і Е. Т. Гофмана, запозичували готові поетичні схеми.
Цей твір був добре відомий в Росії: в «Московському телеграфі», в № 9 за 1826 рік був опублікований уривок з її другої частині — «Примітне і музичне життя художника Йосифа Берглінгера», а трохи пізніше, в тому ж 1826 році, в Москві був виданий і повний його переклад. У другій частині звертає на себе увагу опис важкого шляху героя до успіху:
|  | «Від найранніших років музика становила головне задоволення Йосифа... Мало по малу, повторюючи часто свою насолоду, він так утворив свої почуття, що всі вони були пройняті звуками музики... Переважно відвідував він церкви і під високими склепіннями храмів слухав духовних ораторіїв, пісні і хори, при гучних звуках труб і литавр, і часто, рухомий благоговінням внутрішнім, смиренно падав на коліна... Іноді дія звуків виробляла в серці чудове злиття смутку і радості. Йосиф готовий був і плакати і сміятися... Він хотів примусити себе до вивчення корисної науки. Але вічна боротьба душі не припинялася. [...] Йосиф досяг своєї мети невтомною старанністю і нарешті побачив себе на найвищій вершині несподіваного щастя.». |

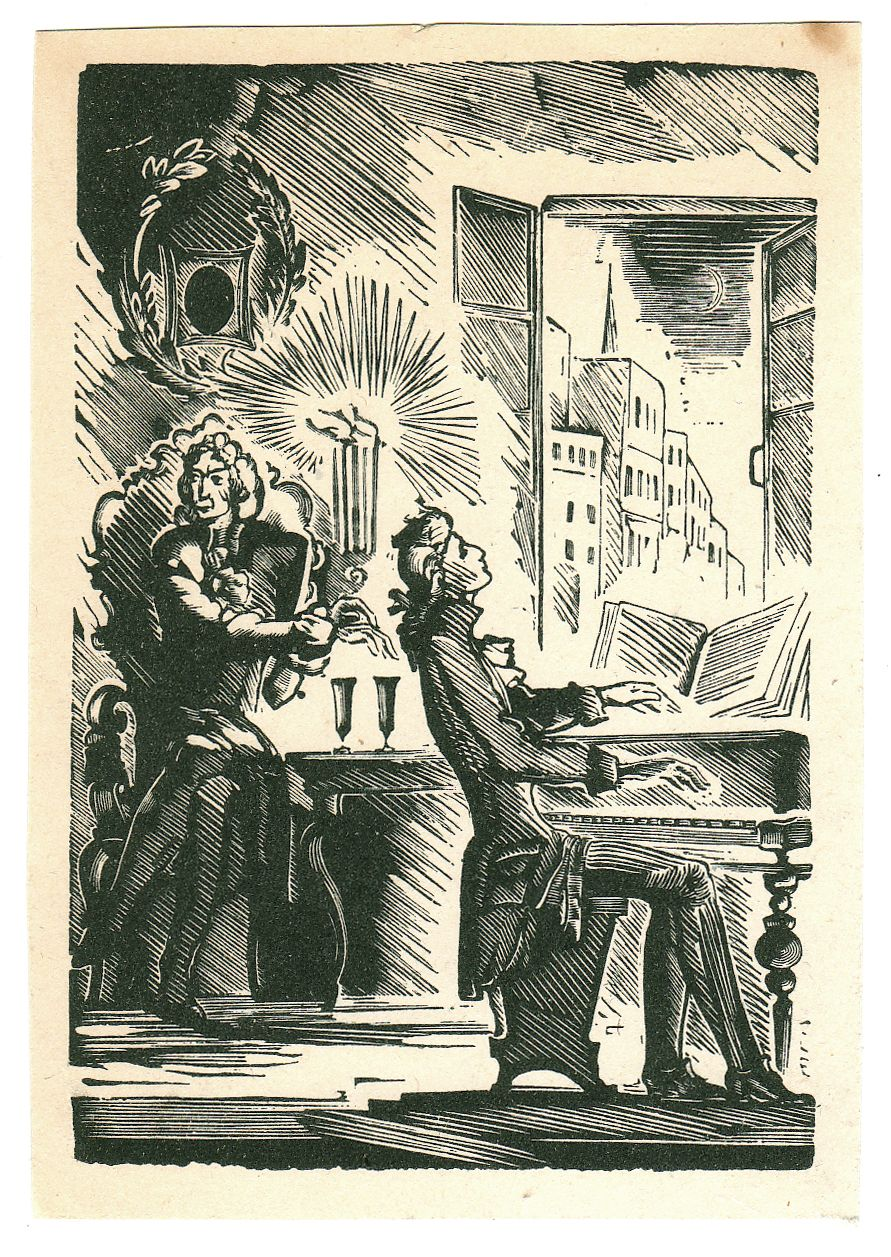
Ілюстрація О. І. Кравченка до «Моцарта і Сальєрі»

В одному з листів Йосифа можна було прочитати:
|  | «Перш ніж міг я виливати в звуках свої почуття, скільки мук мені коштувало створити що-небудь відповідне до звичайних правил мого мистецтва: як нестерпний був цей механізм! Але так і бути: я мав досить юнацької сили і сподівався на радісне майбутнє.» |

Ця схема творчого шляху музиканта, що здається зараз типовою і навіть банальною, в Росії в 1826 році, писав Михайло Алексєєв, була «цілковитою новиною», і навряд чи можна вважати випадковою схожість цього тексту з першим монологом пушкінського Сальєрі:
|  | Ребёнком будучи, когда высоко Звучал орган в старинной церкви нашей, Я слушал и заслушивался — слёзы Невольные и сладкие текли. Отверг я рано праздные забавы; Науки, чуждые музыке, были Постылы мне; упрямо и надменно От них отрёкся я и предался Одной музыке. Труден первый шаг И скучен первый путь. Преодолел Я ранние невзгоды. Ремесло Поставил я подножием искусству... |

У перших розділах книги Ваккенродера-Тіка присутні і дві головні проблеми пушкінської трагедії: заздрість прославленого майстра до «божественної геніальності» художника-суперника і протистояння «геніальної» легкості і інстинктивності творчості і раціоналістичного процесу творчого зусилля. У розділі «Учень і Рафаель» юнак на ім'я Антоніо намагається вивідати у Рафаеля його секрети, але Рафаель з приводу характеру свого живопису відповідає: «… Мій дала мені природа; я нітрохи над ним не працював; цього ніякими зусиллями навчитися неможливо». У книжці є і розповідь про маляра Франческо Франчу, причиною смерті якого, за Ваккенродером, стала заздрість до Рафаеля. Прославлений художник вірив, що в душі його присутній «небесний геній» — поки не побачив Мадонну Рафаеля. «З якої висоти величі він впав раптово!» — пише В. Г. Ваккенродер і обурюється на адресу критиків, які стверджують, ніби Франческо Франча був отруєний.

#### «Драматичні сцени» Баррі Корнуола
Як вважав Дмитро Благой, в затягнутому процесі роботи над «маленькими трагедіями» роль каталізатора зіграли «Драматичні сцени» Баррі Корнуола, що входили в однотомні зібрання творів чотирьох англійських поетів, яке Пушкін читав в Болдіні. Вимоги поетики Корнуола, його прагнення до «вислову природних почуттів» і готовність заради цієї природності пожертвувати «поетичними описами», були близькі Пушкіну, — останніми роками Корнуол був одним з найулюбленіших його письменників. Адвокат за професією, він багато років був комісаром управління будинками для божевільних; присвячені зображенню людських пристрастей, його «Сцени» відрізнялися, як вказував сам автор у передмові до них, «дивиною вимислу»: Корнуола приваблювали психологічно виняткові фабули і положення, явища людської психіки, які межують з патологією; видавці його творів відзначали, що Корнуол воліє зображати «хворобливі почуття природи нашої і навіть її неприборкані помилки».
Свої «маленькі трагедії» Пушкін теж спочатку мав намір назвати «драматичними сценами», під таким найменуванням п'єси згадувалися навіть у його листі до Плетньова в грудні 1830 року; дослідники відзначали очевидну схожість драматургічної конструкції його п'єс з творами Корнуола. Драматизовані психологічні етюди англійського письменника, що складаються з декількох сцен (від однієї до чотирьох), при самому обмеженому числі персонажів, поєднують напруженість внутрішнього руху пристрастей з граничною скупістю щодо зовнішньої форми. «Це було, — писав Д. Благой, — як раз те, чого домагався Пушкін, до чого він йшов своєю „Сценою з Фауста“». Д. Благой свого часу виявив відому схожість і в змісті: «Моцарт і Сальєрі» перегукується з «Лодовіко Сфорца» Корнуола, фабула якого заснована на подвійному отруєнні. Між двома п'єсами можна виявити і безпосередні текстуальні збіги. Наприклад, у Пушкіна Сальєрі вигукує: «Чекай, / чекай, чекай!.. Ти випив!.. Без мене?» — у Корнуола в сцені другого отруєння: «Ізабелла. А! Зупинись, зупинись — тихіше, / Почекай. Сфорца. Як, чому? Ізабелла. Ho — хіба, хіба ти будеш / Пити без мене?».
Д. Благой зазначає, що в «Моцарті і Сальєрі» дуже велике місце займає монологічна форма мови, причому монолог Сальєрі, на думку представляє собою єдине ціле, в п'єсі розосереджений — розбитий на три частини. Цей, що триває протягом всієї «маленької трагедії», монолог літературознавець, крім певної композиційної функції (три монологи Сальєрі, на початку, в середині і в кінці, як би обрамляють діалогічні сцени) пояснює тим, що заздрість Сальєрі у Пушкіна постає як вже складений психічний стан, який давно і стійко володіє його душею — на межі патології.

#### Легенда про Мікеланджело. Геній і лиходійство
За часів Пушкіна широке ходіння мала плітка про Мікеланджело: нібито він, бажаючи достовірніше зобразити страждання розп'ятого Христа, не зупинився перед тим, щоб розіп'яти свого натурника, — в п'єсі про цю плітку згадує Сальєрі в своєму заключному монолозі. Мікеланджело в цьому анекдоті скоював злочин в ім'я мистецтва, такий же мотив приписує собі і пушкінський Сальєрі.
Плітка знайшла своє відображення і в літературі; її переказував, наприклад, маркіз де Сад в романі «Жюстіна, або Нещастя чесноти»: «… Йому не завадила совість розіп'яти одну молоду людину і відтворити її муки». Не називаючи, на відміну від Сада, «великого живописця» за ім'ям, А. Шаміссо ту ж плітку обробив в поемі «Розп'яття. Легенда про художника» (нім. Das Kruzifix. Eine Künstler-Legende).
Пушкін міг дізнатися про неї з «Листів російського мандрівника» М. М. Карамзіна, який в листі XXIII (з Дрездена) повідомляв, що в місцевій галереї, показуючи картину Мікеланджело — «Розп'яття Христа», — завжди розповідають, ніби він убив людину, яка служила йому моделлю, щоб природніше уявити вмираючого Спасителя; Карамзін вважав цей анекдот абсолютно неймовірним. А. Ефрос вказував, однак, і інше можливе джерело — поему А. Лем'єра «Живопис» (фр. La Peinture), написану ще в 1769 році: «Щоб зобразити на картині Бога, вмираючого на скорботному хресті, // Мікель-Анджело міг би це зробити! Злочин і геній!.. // Замовкни, мерзенне чудовисько, безглуздий наклеп!». Сам Лем'єр супроводжував ці вірші коментарем: «Ніколи момент ентузіазму не співпаде зі злочином; я навіть не можу повірити в те, що злочин і геній можуть бути сумісні».
Насправді легенда старше не тільки Мікеланджело, але й Христа — ще про Паррасія ходили чутки, що він замучив до смерті раба, коли писав розп'ятого Прометея.

## Дійові особи
- Сальєрі
- Моцарт
- Старий зі скрипкою

## Сюжет

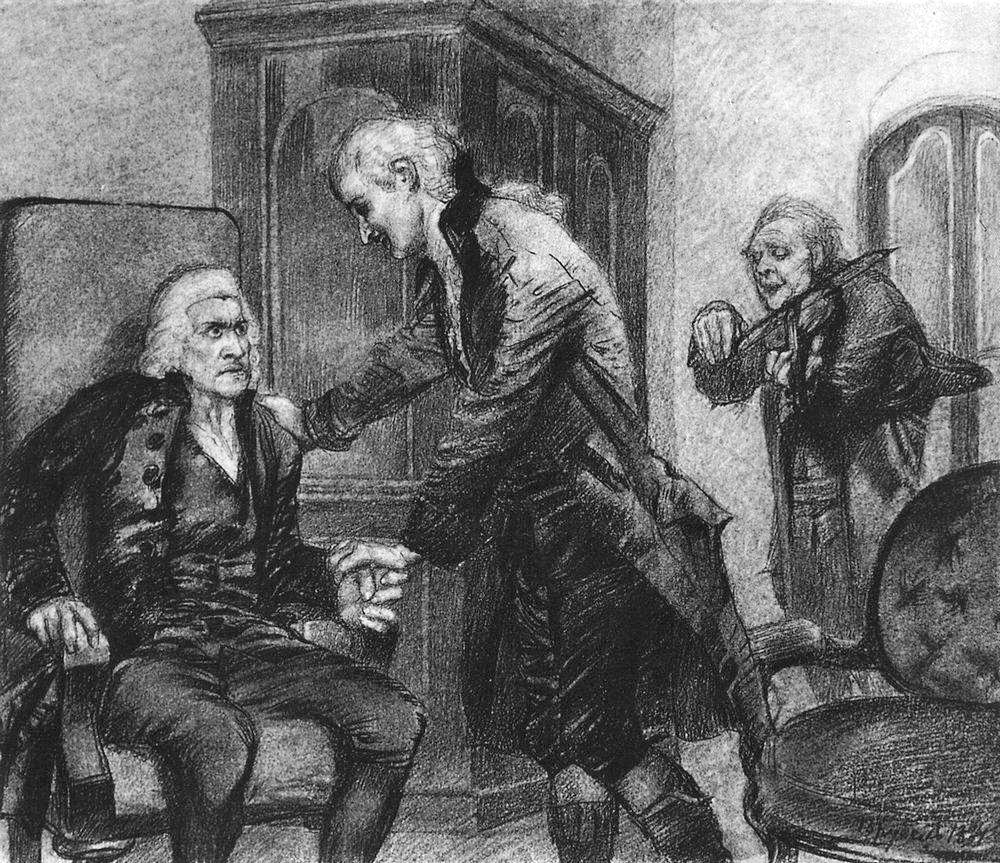
Ілюстрація Михайла Врубеля. 1884 рік

Сцена перша відкривається великим монологом Сальєрі: рано відкинувши «пусті забави» та науки, чужі музиці, повіривши «алгеброю гармонію» — щоб убити звуки і розібрати музику як труп, він напруженою працею і глибоким розумінням ремесла врешті-решт домігся «ступеня високого». Ніколи раніше не знавший заздрості, Сальєрі зізнається в тому, що глибоко і болісно заздрить Моцарту, і бачить вищу несправедливість в тому, що «безсмертний геній» даний не йому — в нагороду за самовіддану працю, а «гуляці дозвільному» Моцарту.
З'являється Моцарт разом зі сліпим старцем — вуличним скрипалем, який забавно, на погляд Моцарта, виконує популярні арії з його опер. Сальєрі, однак, нічого забавного в «інтерпретаціях» старого не знаходить: «Мені не смішно, коли маляр негідний Мені бруднить Мадонну Рафаеля».
Але Моцарт своєї величі не усвідомлює. Він грає на фортепіано свіжий твір, недбало охарактеризувавши його як «дві-три думки», і від оцінки враженого Сальєрі: «Ти, Моцарт, бог, і сам того не знаєш», — легковажно віджартовується: «божество моє зголодніло».
Моцарт йде, а Сальєрі, залишившись один, переконує себе в тому, що покликаний «зупинити» Моцарта; в іншому випадку загибель загрожує не одному Сальєрі, але всім служителям музики:
|  | Что пользы в нём? Как некий херувим, Он несколько занёс нам песен райских, Чтоб, возмутив бескрылое желанье В нас, чадах праха, после улететь! |

Зупинити Моцарта він має намір за допомогою отрути — останнього дарунка, «дару любові» якоїсь Ізори, який він носить із собою вже 18 років.
Сцена друга. В той же день, через якийсь час, Сальєрі і Моцарт обідають в трактирі Золотого Лева. Моцарта турбує «Реквієм», який він складає на замовлення людини в чорному, яка не назвала свого імені. Моцарту здається, ніби «чорна людина» всюди, як тінь, ходить за ним і тепер сидить поруч з ними за столом. Сальєрі, намагаючись розважити друга, згадує Бомарше, але Моцарта переслідують похмурі передчуття: «Ах, так, Сальєрі, Що Бомарше когось отруїв?» — запитує він. Але тут же сам себе спростовує:
|  | Он же гений, Как ты да я. А гений и злодейство — Две вещи несовместные. Не правда ль? |

Сальєрі тим часом кидає в його склянку отруту. Простодушний Моцарт п'є за здоров'я друга, «за щирий союз, Який зв'язує Моцарта і Сальєрі, Двох синів гармонії». Потім сідає до фортепіано і грає фрагмент зі свого «Реквієму». Сальєрі слухає його зі сльозами на очах.
Відчувши нездужання, Моцарт прощається з другом і йде — в надії, що сон його зцілить. «Ти заснеш надовго, Моцарт», — напучує його, залишившись один, Сальєрі, тепер начебто вражений тим, що він, зробивший злодійство, — не геній.

## Тлумачення п'єси

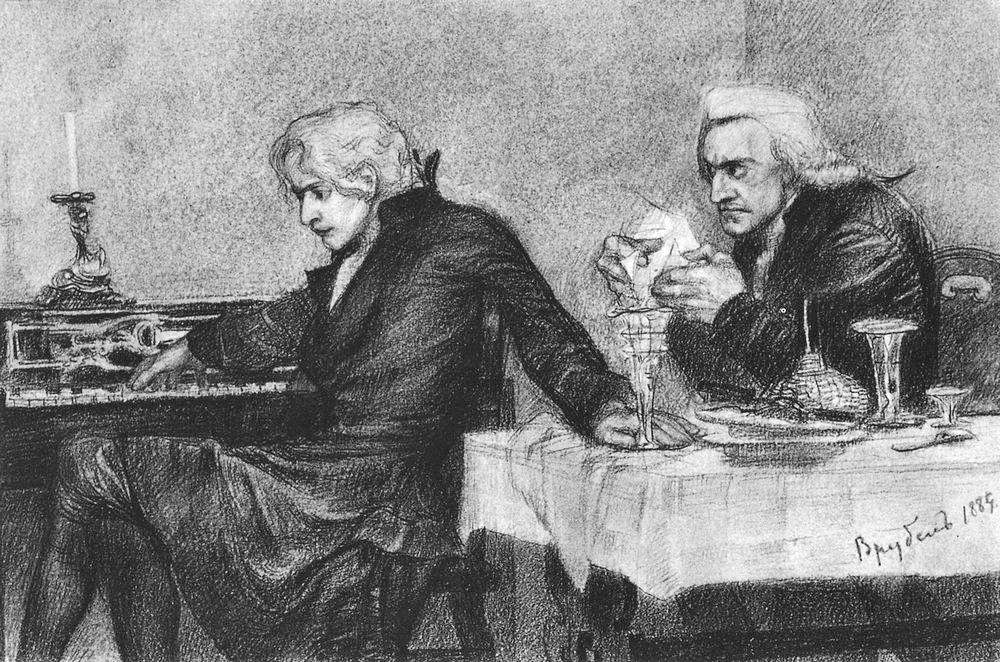
Ілюстрація М. О. Врубеля до маленької трагедії О. С. Пушкіна

З легкої руки Пушкіна ім'я Антоніо Сальєрі в Росії стало прозивним для позначення заздрісної посередності, здатної на будь-яку підступність, аж до вбивства. Хоча пушкініст Ірина Сурат вважає, що такого Сальєрі створили пушкіністи, але аж ніяк не сам Пушкін. Перш за все, Сальєрі в «маленькій трагедії» не є заздрісником за своєю природою:
|  | Я счастлив был: я наслаждался мирно Своим трудом, успехом, славой; также Трудами и успехами друзей, Товарищей моих в искусстве дивном. Нет! никогда я зависти не знал, О, никогда! |

Перший монолог Сальєрі давав привід деяким акторам — виконавцям цієї ролі стверджувати, за підтримки театральних критиків і навіть літературознавців-пушкіністів, що він отруїв Моцарта не з заздрості, а з неправдиво зрозумілого почуття обов'язку. «Ідейним вбивцею», який, як ніхто, любить генія Моцарта, вважав пушкінського Сальєрі К. С. Станіславський. У такому тлумаченні заявляло про себе почуття протесту: можливо, тому, що в процесі роботи п'єса, як припускають, деякий час мала назву «Заздрість», її драматизм ще з часів В. Г. Бєлінського бачили саме в заздрості таланту генія. Ця концепція, пише І. Сурат, «надовго взяла гору в історії осмислення» Моцарта і Сальєрі «як зручна, накатана колія». «Талант» Бєлінського при цьому непомітно перетворювався в «посередність», а потім і в «бездарність», і все у підсумку зводилося до примітивної схеми «геній і лиходій», — з'явився, по Б. Штейнпрессу, третій Сальєрі, не історичний і не пушкінський. Оскільки п'єса Пушкіна, з невеликими скороченнями, була використана М. А. Римським-Корсаковим як лібрето однойменної опери, цей образ отримав свій подальший розвиток і у деяких музикознавців, і якщо, наприклад, у Д. Благого Сальєрі — «аскет і фанатик», то у А. Гозенпуда, він вже «фанатик і нелюд, що йде на злочин».
Тим часом в п'єсі Пушкіна немає вказівок на бездарність або посередність Сальєрі. «Адже він був геній, як ти і я», — каже Моцарт. І Сальєрі, судячи з заключного його монологу, себе посередністю не вважав:
|  | ...Но ужель он прав, И я не гений? Гений и злодейство Две вещи несовместные. Неправда: А Бонаротти? |

Широко поширене в літературі уявлення про пушкінського Сальєрі як про позбавленого творчої уяви ремісника, який складає за деякими розумовим правилами, оскаржував ще Сергій Бонді: «Всякому, знайомому з музикою, відомо, що це і є нормальний, звичайний шлях всякого композитора, які складають не легкі примітивні пісеньки і танці, а серйозну музику… Кілька років майбутні композитори займаються в консерваторіях таким „ремеслом“». Пушкінський Сальєрі, пише І. Сурат, не рівняє себе з Моцартом, але усвідомлює вищу природу свого обдарування; йому відомі і «захоплення», і «натхнення», і Моцарт любить його музику. «Прийнято говорити про сухий раціоналізм Сальєрі на противагу живій безпосередності Моцарта, але хто з них віддався „млості творчої мрії“? Це з монологу Сальєрі, але так би міг сказати про себе і Моцарт, і сам Пушкін — це словник його лірики. […] Праця і натхнення в рівній мірі знайомі двом героям — як були вони в рівній мірі знайомі Пушкіну…». Протиставлення праці натхненню так само надумано, як і горезвісне протиставлення «алгебри» — «гармонії». Інша річ, що слідом за О. Д. Улибишевим Пушкін у своїй трагедії міг протиставити «два роди геніїв», один з яких створює вічне, інший — минуще.
Дмитро Благой порівнював пушкінського Сальєрі з бароном Філіпом зі «Скупого лицаря»: його обурює те, як мало легковажний Моцарт цінує дане йому зверху, — самого ж Пушкіна, вважав літературознавець, полонила саме ця риса Моцарта. Анна Ахматова, навпаки, була переконана в тому, що Пушкін бачив себе аж ніяк не в Моцарті, як прийнято вважати, а в Сальєрі. Доказом їй служили чернетки Пушкіна, що відобразили танталові муки творчості. За спогадами Надії Мандельштам, Ахматова простягала нитку від «Моцарта і Сальєрі» до «Єгипетських ночей» і вважала, що Пушкін в цих творах протиставляв себе Адаму Міцкевичу: легкість, з якою складав Міцкевич, Пушкіну була чужа.
Осип Мандельштам на це заперечував: «У кожному поеті є і Моцарт, і Сальєрі». І в п'єсі Пушкіна, вважає Ірина Сурат, Моцарт і Сальєрі — дві творчі, і, можливо, не тільки творчі, іпостасі самого автора.
І для Ахматової, і для Мандельштама драматизм «маленької трагедії» Пушкіна полягав не в заздрості середнього таланту генія, а в зіткненні двох шляхів творчості. Мандельштам при цьому віддавав безумовну перевагу пушкінському Сальєрі; якщо на думку Благого, Пушкін «рішуче засуджує в особі Сальєрі, з його нелюдським естетизмом, так зване „мистецтво для мистецтва“», то Мандельштам бачив в ньому щось прямо протилежне. Актуалізуючи цей образ на свій лад, він на початку 20-х років писав: «На місце романтика, ідеаліста, аристократичного мрійника про чистого символу, про абстрактну естетику слова, на місце символізму, футуризму і імажинізму прийшла жива поезія слова-предмета, і її творець не ідеаліст-мрійник Моцарт, а суворий і строгий ремісник майстер Сальєрі, який простягає руку майстрові речей і матеріальних цінностей, будівельнику і виробникові матеріального світу».
Літературознавець Вадим Вацуро перший звернув увагу на те, що Сальєрі в п'єсі пропонує Моцарту «чашу дружби». А у поетів пушкінської епохи «чаша дружби» — це чаша, яку п'ють по колу; Сальєрі, отже, і сам мав намір випити отруту разом з Моцартом. Вацуро таким чином пояснював вигук Сальєрі, повз якого півтора століття проходили пушкіністи: «Чекай, чекай, чекай!.. Ти випив!.. без мене?». Його «До побачення» у відповідь на моцартове «Прощавай же!» у цьому контексті набуває цілком певний сенс. «Цю репліку, — пише І. Сурат, — тлумачили як підступне знущання, але ж насправді Сальєрі відповідає всерйоз, і в його словах звучить надія на загробну зустріч — характерний мотив пушкінської лірики тієї ж Болдінської осені 1830 року».
Взагалі ж, художники, трактуючи образ пушкінського Сальєрі, нерідко усувалися від вчиненого ним в п'єсі злодіяння — або, навпаки, історичного Сальєрі, який ніякого злодіяння не зробив, наділяли рисами героя маленької трагедії. Сергій Ейзенштейн в 1940 році присвятив Сальєрі — саме герою Пушкіна — збірку своїх статей: «Бідний пушкінський Сальєрі, — писав режисер. — Музику він розрізав, як труп… І в цьому було найстрашніше». І все тому, що не було ще кінематографа — єдиного мистецтва, що дозволяє «не вбиваючи його життя, не вбиваючи його звучання, не прирікаючи його на застиглу нерухомість трупа… підслухати і вивчати не тільки його алгебру і геометрію, але і інтеграли і диференціали, без яких мистецтву вже не обійтися»: «… Ніде і ніколи упереджена алгебра мені не заважала. Усюди і завжди вона витікала з досвіду готового твору. А тому — присвячений трагічній пам'яті шукача Сальєрі, ця збірка одночасно присвячена і пам'яті життєрадісної безпосередності Моцарта».

## Герої Пушкіна і історична реальність
Критики Пушкіна частіше звертали увагу на неісторичність його Сальєрі, хоча і Моцарт в його маленькій трагедії має мало спільного з оригіналом. Правда, на відміну від Сальєрі, Моцарта Пушкін не склав, а скористався чином, вже цілком сформованим на той час в романтичній літературі, — романтики ж виводили образ Моцарта навіть не з його музики, а з цілком певного, однобокого його сприйняття: світлий геній, безхмарний, безтурботний, який не усвідомлює своєї величі, байдужий до мирської суєти, до успіху і положення, що не знає мук творчості музикант надприродної обдарованості, «який складає музику так, як співають птахи», — словом, «вічно ясний і сонячно-юний».
Цей міфічний образ оскаржував ще Герман Аберт на початку XX століття. Довгий час недоступна широкому загалу, але врешті-решт все ж опублікована приватна кореспонденція Моцарта, у якій містяться зневажливі характеристики колег, постійні скарги на інтриги і підступи італійських музикантів, покликані виправдати неуспіх у публіки, з сумнівного ґатунку гумором, остаточно зруйнувала створений романтиками образ. Таким же романтичним вимислом була і байдужість Моцарта до становища та слави, — прижиттєве положення взагалі займало композиторів того часу набагато сильніше, ніж малоймовірна, при короткій пам'яті тодішньої публіки, посмертна слава. І Моцарт не був винятком — який протягом багатьох років безуспішно шукав посади при різних європейських дворах, а в 1790 році, намагаючись поліпшити своє становище, він писав ерцгерцогу Францу: «Жага слави, любов до діяльності і впевненість в своїх знаннях змушують мене наважитися просити про місце другого капельмейстера…», — хоча це місце було вже зайняте його австрійським колегою Ігнацем Умлауфом. І в самій музиці Моцарта, крім світлих тонів, уже давно розчули і скорботно-ліричні, і похмурі трагічні настрої. І. І. Соллертинський вважав, що образ «гуляки дозвільного» був створений «буржуазними філістерами» з метою перекласти на самого Моцарта відповідальність за те, що він помер «буквально від виснаження сил».
Ще менше схожий на свій історичний прототип пушкінський Сальєрі. У своєму першому монолозі він постає людиною, яка пройшла дуже довгий і важкий шлях до визнання, яка досягла свого положення самовідданою працею, відмовою чи не від усіх радощів життя. До реального Сальєрі, який народився в 1750 році (всього на 6 років раніше Моцарта), успіх прийшов вже 1770-го, з постановкою першої ж його не навчальної опери. До 25 років він був вже автором 10 опер, які з успіхом йшли в багатьох країнах, у тому числі і в Росії, — Моцарт в 25 років міг похвалитися тільки «Ідоменеєм», та й той користувався обмеженим успіхом.
Історично достовірні дані в п'єсі вичерпуються зв'язком Сальєрі з П. О. Бомарше (створенням «Тарара») і його близькістю до
К. В. Глюка. Але, оскільки «великий Глюк», з яким Сальєрі познайомився ще в кінці 1760-х років, відкрив не «нові таємниці», а нові шляхи розвитку «серйозної» опери (опери-серіа), Пушкін, змусивши свого Сальєрі схилятися перед Моцартом, знехтував важливою обставиною, якою реальний Сальєрі знехтувати не міг. «Сальєрі … — писав Герман Аберт, — був втягнутий в фарватер високої музичної драми. Природно, що з цим було пов'язане відмежування від Моцарта і його мистецтва, що не могло не відбитися і на особистих відносинах обох майстрів». Їх різне ставлення до Глюка, вважав Аберт, перешкоджало якого б то не було духовному зближенню. Джон Райс у своїй книзі «Антоніо Сальєрі і віденська опера», показуючи на конкретних прикладах, як Моцарт навчався у Сальєрі, зі свого боку, зауважує, що і Сальєрі було чому повчитися у Моцарта, «але він, схоже, не поспішав це робити». «Ти, Моцарт, бог», — насправді два композитора йшли різними шляхами, і для реального Сальєрі єдиним богом на землі був Глюк, дороговказною зіркою його були не «райські пісні» пушкінського Моцарта, а «висока музична драма», в якій Моцарт себе не проявив.
Нарешті, як композитор Сальєрі не був схильний «повіряти алгеброю гармонію». «Подібні експерименти, — пише Лариса Кирилліна, — проводили інші музиканти, яких, однак, ніхто не дорікав згодом в „умертвінні“ художньої матерії». Для сучасників швидше музика Моцарта була занадто «науковою»; з музичним стилем Сальєрі труп не поєднувався ніяк: він був емпіриком, а не догматиком. Зіставляючи свідчення сучасників про Сальєрі з пушкінським героєм, Л. Кириліна приходить до висновку: «Просто не та людина». Цей разючий дисонанс можна було б пояснити тим, що Пушкін про Антоніо Сальєрі, «насправді добродушну і доброзичливу людину», за Абертом, мав лише приблизне уявлення. Але ближче знайомство з оригіналом йому могло б тільки завадити: реальний Сальєрі в задану міфологічну концепцію ніяк не вписувався.

## Дискусія про наклеп
О. С. Пушкін .
Коли Пушкін наприкінці 1831 року опублікував свою п'єсу, Сальєрі ще не був забутим композитором: його «Аксур» як і раніше з успіхом йшов в Німеччині, старші сучасники поета ще пам'ятали успіх його опер в Росії, де вони ставилися неодноразово починаючи з 1774 року. Нарешті, окремі номери з «Аксура» (італомовні версії «Тарара»), в Москві і Петербурзі ще й в пушкінську епоху нерідко виконувалися на концертах. Арія «Моя Астазія — богиня!», як стверджувала Т. Л. Щепкіна-Куперник, користувалася особливою популярністю: все місто її наспівувало, — можливо, саме цю арію і наспівує пушкінський Моцарт у другій сцені. «Сучасники Пушкіна, — писав у 1935 році М. П. Алексєєв в коментарях до „пробного тому“, — повинні були досить жваво відчути історичну неправдоподібність образу Сальєрі». Так, відомий драматург і літературний критик П. О. Катенін, крім сухості викладу, виявив в п'єсі і більш важливий порок — наклеп. «… Чи є, — запитував Катенін, — вірний доказ, що Сальєрі через заздрощі отруїв Моцарта? Коли є, слід виставити його на показ в короткій передмові або примітці кримінальною прозою, якщо ж ні, чи дозволено так чорнити перед потомством пам'ять художника, навіть посереднього?». Катенін визнавав історично недостовірним образ Сальєрі в цілому, але в першу чергу його обурило необгрунтоване звинувачення; на заперечення П. В. Анненкова, що ніхто не думає про сьогодення Сальєрі, герой Пушкіна — це всього лише «тип обдарованої заздрості» і що «мистецтво має іншу мораль, ніж суспільство», Катенін відповідав: «Соромтесь! Адже ви, гадаю, чесна людина і наклеп схвалювати не можете».
У паперах Пушкіна зберігся запис, зроблений, як встановили дослідники, в 1832 році: «У першу виставу „Дон Жуана“, в той час, коли весь театр, переповнений враженими знавцями, мовчки насолоджувався гармонією Моцарта, пролунав свист — усі звернулися з подивом і обуренням, і знаменитий Сальєрі вийшов з зали в сказі, замучений заздрістю. Сальєрі помер років вісім тому. Деякі німецькі журнали говорили, що на одрі смерті зізнався він нібито в жахливому злочині — в отруєнні великого Моцарта. Заздрісник, який міг освистати Дон-Жуана, міг отруїти його творця». Джерело цієї інформації Пушкін не вказав, а сам запис, ніде автором не опублікований, як вважають дослідники, — його реакція на звинувачення в наклепі. «Тільки цією обставиною, — говорилося в виданих П. В. Анненковим „Матеріалах для біографії О. С. Пушкіна“, — можна пояснити різкий вирок Пушкіна щодо Сальєрі, що не витримує жодної критики. Ймовірно, до суперечки, тоді виниклої, має відноситися і жартівливе зауваження Пушкіна: „Заздрість — сестра змагання, стало бути, з хорошого роду“».
Тим часом добре відомо, що «Дон Жуана» Моцарт писав для Праги, де і відбулася прем'єра. Опера мала успіх, але Сальєрі на празьких виставах не був присутній, він знаходився цього часу у Відні. Як вважає Маріо Корті, слова «безмовно впивалася гармонією» навіть для Праги є романтичним перебільшенням: публіка XVIII століття в театрі поводилася досить вільно, глядачі під час вистав могли і пити, і вечеряти, і навіть грати в карти; в ложах часом влаштовували любовні побачення, лише час від часу цікавлячись тим, що відбувається на сцені. А у Відні опера Моцарта зустріла вельми прохолодний прийом, вона не сподобалася навіть Бетховену. Що ж стосується Сальєрі, то він мав репутацію видатного музичного дипломата — саме тому, що вважав за краще ніяк не висловлюватися щодо творів своїх сучасників, за винятком Глюка; а його високе положення тим більше передбачало певний кодекс суспільної поведінки. За свідченням одного з його учнів, А. Хюттенбреннера, Сальєрі ніколи не відгукувався щодо опери Моцарта з ентузіазмом, однак Л. Кирилліна знаходить цьому пояснення у великій кількості перегуків між «Дон Жуаном» і написаної трьома роками раніше оперою Сальєрі «Данаїди», одним з найуспішніших його творів.
Етична сторона питання турбувала не тільки Катеніна; наприклад, Г. Г. Гагарін писав матері в 1834 році: «Я запитав Пушкіна, чому він дозволив собі змусити Сальєрі отруїти Моцарта; він мені відповів, що Сальєрі освистав Моцарта, і що стосується його, то він не бачить ніякої різниці між „освистати“ і „отруїти“, але, що, втім, він спирався на авторитет однієї німецької газети того часу, в якій Моцарта змушують померти від отрути Сальєрі».
Ставлення до цієї плітки освіченої частини російського суспільства цілком висловив О. Д. Улибишев у виданій ним в 1843 році «Новій біографії Моцарта»: «Якщо вже так треба вірити чуткам, які ще знаходять відгомони, то одна з них відзначилася моторошною дією — Сальєрі отруїв Моцарта. На щастя для пам'яті італійця, ця казка позбавлена як підстав, так і правдоподібності, вона так само абсурдна, як і жахлива». Сперечалися не щодо того, чи міг Сальєрі справді отруїти Моцарта, а щодо того, чи мав право Пушкін давати своєму вигаданому герою ім'я реальної історичної особи і звинувачувати таким чином реального Сальєрі в найтяжчому злочині. Захисників у Пушкіна знайшлося чимало. «Для вираження своєї ідеї, — писав багато років по тому
В. Г. Бєлінський, — Пушкін вдало вибрав ці два типи. З Сальєрі, як мало відомої особи, він міг зробити, що йому завгодно…». З Анненковим в 1853 році солідаризувався І. С. Тургенєв: «У питанні щодо Моцарта і Салієрі я абсолютно на вашому боці — але це, може бути, тому відбувається, що моральне почуття в мені слабо розвинене». Сам Анненков, в тих же «Матеріалах для біографії О. С. Пушкіна», виданих в 1855 році, захищав автора маленької трагедії набагато обережніше, ніж Бєлінський: «Не входячи… в розбір питання щодо ступеню припущень, дозволених автору при виведенні історичної особи, скажімо, що якщо з боку Пушкіна було будь-який злочин перед Сальєрі, то злочини такого роду відбуваються безупинно і самими великими драматичними письменниками». При цьому Анненков наводив приклад, далеко не рівноцінний звинуваченню невинної людини в убивстві: «Так, Єлизавету Англійську зробили вони типом жіночих ревнощів і переважно однієї цією пристрастю пояснювали загибель Марії Стюарт, ледь згадуючи про всі інші приводи до того».
З Катеніним багато років по тому, в 1916 році, безпосередньо в зв'язку з оперою М. А. Римського-Корсакова, також погодився музичний критик «Нового часу» М. М. Іванов: «Катенін мав цілковиту рацію, і можна тільки дивуватися, що Пушкін залишився при своїй думці і не поцеремовився з чужим — бездоганно чесним ім'ям, як Сальєрі, щоб блискуче по-своєму розіграти психологічні варіації на тему щодо заздрості».

## Затвердження міфу
О. С. Пушкін .
Чутка про те, що Сальєрі отруїв Моцарта і нібито зізнався в цьому на смертному одрі, була усього лише однією з численних чуток, породжених ранньою смертю Моцарта. Не першим — безпосередньо після смерті Моцарта чутка називала його вбивцями масонів і ревнивого чоловіка однієї з його учениць, — і не останнім: підозра у вбивстві впала навіть на дружину Моцарта і його учня Ф. К. Зюсмайра. Чутка, що надихнула Пушкіна, з самого початку не була підтверджений нічим, крім посилання на авторитет самого Сальєрі, який нібито зізнався у вбивстві, — хоча жодна людина цього зізнання не чула.
У Росії цей слух за часів Пушкіна поширений не був; в Німеччині — якщо сам Пушкін посилався на «деякі німецькі журнали», — в усякому разі, не перетворився на «легенду». Правда, ще в 1825 році німецький письменник Густав Ніколаї створив чутку про отруєння сюжетом своєї новели «Ворог музики» («Der Musikfeind»); на відміну від Пушкіна, він назвав свого героя не Сальєрі, а Долорозо, але прототип, за яким Ніколаї визнав значне число чудових творів, виявився цілком впізнаваним. Популярною, однак, його новела не стала; Герман Аберт називає її «задоволеною жалюгідною». У Німеччині, як і в Австрії, скільки-небудь серйозні дослідники якщо і звинувачували в чомусь Сальєрі, так тільки в інтригах проти Моцарта. Про це свідчить, наприклад, велика стаття про Сальєрі в енциклопедії «Загальна німецька біографія» («Allgemeine Deutsche Biographie»), написана австрійським музикознавцем Максом Діцем в 1890 році: «На Сальєрі довгий час висіло важке звинувачення, потворна підозра, ніби він всілякими інтригами заважав просуванню Моцарта як оперного композитора, був, так би мовити, демоном, який передчасно звів в могилу цього німецького генія». Діц захищав Сальєрі від «необґрунтованих» звинувачень в інтриганстві, спростувати ж «безглузде твердження», ніби він із заздрості отруїв Моцарта, визнав зайвим. Отто Ян, чия біографія Моцарта до Аберта вважалася кращою, для плітки про причетність Сальєрі до його смерті знайшов місце тільки в виносці. Сам же Аберт на початку XX століття писав: «Біографи Моцарта багато грішили проти цього італійця, під впливом почуття помилкового національного патріотизму виставляючи його як злісного інтригана і ні на що не здатного музиканта». «Абсолютно необгрунтовану підозру проти Сальєрі як винуватця отруєння» Аберт в своїй книзі «Моцарт» тільки згадав. Сторіччя з дня смерті композитора в 1925 році у Відні було відзначено урочистим концертом.
Інакше йшла справа в Росії. Якщо новела Ніколаї сто років по тому не виявилася навіть в Берлінській державній бібліотеці, то маленьку трагедію Пушкіна очікувала зовсім інша доля. «Ніхто не думає про сьогодення Сальєрі», — заперечував Анненков Катеніну; проте люди, які не мали уявлення про композитора і педагога Антоніо Сальєрі, думали саме про нього, і тому знову і знову доводилося пояснювати, що справжній Сальєрі не труїв Моцарта отрутою. У «пробному» томі ПЗТ Пушкіна в 1935 році плітка про отруєння згадувалася як «відкинута історичною критикою», але в охочих підібрати відкинуте наукою ніколи не бракувало. Музикознавець і композитор Ігор Белза свою видану в 1953 році книгу «Моцарт і Сальєрі, трагедія Пушкіна, драматичні сцени Римського-Корсакова» писав на тлі сумно знаменитої «справи лікарів», і пушкінський сюжет під його пером придбав новий і несподіваний сенс:
«… Великий зальцбурзький майстер був не тільки геніальним композитором, але й художником нового, демократичного типу, народженим епохою великих соціальних зрушень, що творили для народу, що жив одним життям з народом і який отримав таке всенародне визнання, якого до нього не заслужив ще жоден композитор. Ось чому Сальєрі, який зневажав народ… відчував смертельну ненависть до Моцарта… Сальєрі дійсно бачив в Моцарті свого ідейного ворога… Моцарт вирвався на вулиці і площі, став майстром-трибуном. Ось кого зненавидів Сальєрі, ось кого він вирішив отруїти.»
Белза при цьому проводив паралель між Пушкіним, загиблим «від кулі іноземного виродка», і Моцартом, отруєним «пригрітим при дворі Габсбургів чужинцем».
Белзі заперечував відомий музикознавець Борис Штейнпресс, який написав починаючи з 1954 року цілий ряд статей на захист Антоніо Сальєрі, в одній з яких він стверджував: «Наука довела необґрунтованість підозри, відокремила факти від вигадок і віддала належне гідності видного композитора, диригента, педагога, керівника музично-театрального життя і артистично-філантропічної діяльності австрійської столиці». Але оптимізм автора виявився передчасним — на захист Пушкіна встали пушкіністи. «Питання не в тому, — писав, наприклад, Сергій Бонді, — чи так точно все було насправді, як показує Пушкін у своїй трагедії… У даному випадку важливо те, що Пушкін був цілком переконаний у винності Сальєрі і, як показав у своїх роботах І. Ф. Белза, мав для цього достатні підстави». Якщо Михайло Алексєєв в «пробному томі» називав версію про отруєння відкинутою історичною критикою і детально зупинявся на відмінності пушкінського Сальєрі з його історичним прототипом, то в подальших академічних виданнях, в тому числі і в 1978 році, Борис Томашевський все питання вичерпував заявою: «П'єса побудована на наполегливих чутках про те, що Моцарт (пом. 1791) був отруєний композитором Антоніо Сальєрі. Сальєрі помер в травні 1825 року і перед смертю в сповіді зізнавався в отруєнні Моцарта. Про це з'явилася стаття в лейпцизькій німецькій „Загальній музичній газеті“». Пушкініст І. Сурат в статті, вперше опублікованій в 2007 році, без тіні сумніву писала: «Історичний Сальєрі в 1824 році перерізав собі горло, зізнавшись у вбивстві Моцарта».
Та обставина, що музикознавцям все ще доводиться в муках відстоювати наукову точку зору проти міфології, поширюваної літераторами, автор статті про Моцарта в енциклопедії «Нова німецька біографія» («Neue deutsche Biographie») відносить до «незрозумілих феноменів сучасної музичної історіографії». Російські дослідники, в свою чергу, задаються питанням: чому ж міф про Сальєрі виявився настільки живучим? «Магія таланту Пушкіна», вважає Сергій Нечаєв, надала зовнішню переконливість одній з найбезглуздіших пліток. Музикознавець Лариса Кирилліна дає на це питання свою відповідь: саме тому, що це дійсно міф — анонімне сказання, покликане в символічній, а часом і фантастичній формі відобразити деякі об'єктивні явища; при цьому як для створення, так і для побутування міфу знання суті речей не потрібне. «Культура як духовний феномен не може існувати і розвиватися без міфів. Коли старі міфи помирають або перестають сприйматися безпосередньо, на їх місце приходять нові, часом аналогічні їм за структурою і функціями в суспільній свідомості». Ірина Сурат бачить в маленькій трагедії Пушкіна відображення і старозавітного переказу про Каїна й Авеля, і — якщо прийняти версію В. Вацуро про те, що Сальєрі мав намір померти разом з Моцартом, — новозавітної історії про Христа й Юду, який покінчив з собою після скоєної зради. Л. Кирилліна бачить в романтичному — в тому числі і пушкінському — Моцарті реінкарнацію образу Орфея; тут було присутнє все: і «дива» малолітнього вундеркінда, і обдарування «аполлонічного» типу, з одного боку, але й долучення до містерій (масонство Моцарта) — з іншого, бракувало тільки мученицької смерті. «Наруга над тілом», яким уявлялося романтикам поховання генія в загальній бідняцькій могилі, перегукується з розтерзанням Орфея вакханками. Кількома майстерними штрихами, пише Борис Кушнер, Пушкін створив притчу, і з цієї притчі, яка не має ніякого відношення до реальності, вже неможливо видалити імена реальних людей.

## Сценічна доля
Свого часу Сергій Бонді «нерозуміння справжнього змісту» цієї маленької трагедії пояснював небажанням бачити в «Моцарті і Сальєрі» п'єсу, написану не для читання, а для вистави на сцені: і художнє, і смислове, ідейне, сюжетний зміст твору, призначеного для театру, укладено не тільки в словах, але й у виразних діях персонажів, жестах, міміці, в їхній мові, зовнішньому вигляді, включаючи костюми, нарешті, в декораціях і звуковому оформленні спектаклю, — Пушкін, створюючи свої п'єси, завжди мав на увазі їх виконання на сцені. Ірина Сурат, навпаки, звертає увагу на те, що Пушкін свої маленькі трагедії публікував серед ліричних віршів; п'єса «Моцарт і Сальєрі» в частині III «Віршів Олександра Пушкіна» була поміщена відразу за віршем «Труд». При цьому літературознавець зазначає, що своєму Сальєрі Пушкін надав можливість розкритися в декількох розлогих монологах, у той час як у Моцарта таких монологів немає, він висловлює себе головним чином в музиці — яку при читанні п'єси почути неможливо.
Саме «небажання» оцінювати і цю, й інші маленькі трагедії як твори для театру було пов'язано, не в останню чергу, з їхньою непростою сценічною долею. «Моцарт і Сальєрі» — єдина п'єса Пушкіна, поставлена при його житті. 27 січня 1832 року, за згодою автора, його маленька трагедія була представлена в Петербурзі в бенефісі Якова Брянського, який зіграв у цій постановці Сальєрі. Спектакль був повторений 1 лютого того ж року; відомо, що Пушкін в цей час знаходився в Петербурзі, але відомостей про те, чи був присутній він на спектаклях, немає. Успіху п'єса, мабуть, не мала — анонімний рецензент писав, що сцени «Моцарт і Сальєрі» створені для небагатьох. Зіграна двічі, п'єса більше за життя автора не ставилася.
І в подальшому вона ставилася нечасто, зазвичай разом з іншими маленькими трагедіями Пушкіна. Відомо, наприклад, що в 1854 році на сцені Малого театру Сальєрі грав Михайло Щепкін. У 1915 році К. С. Станіславський поставив «Моцарта і Сальєрі» (разом з «Бенкетом у чуму») в Художньому театрі і сам виступив у ролі Сальєрі; але вважав цю роботу своєю акторською невдачею. Разом зі «Скупим лицарем» і «Кам'яним гостем» п'єса увійшла в спектакль «Маленькі трагедії», поставлений Євгеном Симоновим в Театрі ім. Є. Вахтангова в 1959 році (Моцарта грав Юрій Любимов), і в «Маленькі трагедії» Ленінградського театру драми ім. О. С. Пушкіна — спектакль, поставлений в 1962 році Леонідом Вів'єном, з Миколою Симоновим в ролі Сальєрі. У 1971 році Леонід Пчолкін і Антонін Даусон створили телевізійну версію вистави, в якій Володимира Честнокова в ролі Моцарта замінив Інокентій Смоктуновський.
У 1897 році М. А. Римський-Корсаков на основі маленької трагедії Пушкіна створив оперу «Моцарт і Сальєрі». У 1961 році вийшов однойменний фільм на основі цієї опери. Режисер Володимир Горрікер.
У 1914 році п'єса була вперше екранізована, досить вільно (серед персонажів з'явилася Ізора) Віктором Туржанським під назвою «Симфонія любові і смерті»; фільм не зберігся. У 1957 році п'єса була поставлена грузинським телебаченням. Режисер Мераб Джаліашвілі. У 1958 році п'єса була екранізована на Центральній студії телебачення. Режисер Н. Ігнатова У ролях: Микита Подгорний — Моцарт; Михайло Астангов — Сальєрі. У 1979 році вона стала складовою частиною трьохсерійного фільму Михайла Швейцера «Маленькі трагедії». У 1986 році режисером Вадимом Курчевським знятий мультфільм за п'єсою О. С. Пушкіна «Легенда про Сальєрі». Ролі озвучували: Михайло Козаков — Сальєрі і Олег Меньшиков — Моцарт
Праця Пушкіна лягла в основу п'єси британського письменника Пітера Шеффера «Амадей», екранізованої в 1984 році Мілошем Форманом. Фільм вважається одним з кращих творів кіно.